# Нове Гони
Нове Гони (словац. Nové Hony) — село, громада округу Лученець, Банськобистрицький край, центральна Словаччина, регіон Новоград. Кадастрова площа громади — 16,65 км².
Населення 176 осіб (станом на 31 грудня 2017 року).

## Історія
Нове Гони згадуються в 1332 році.

## Географія
Протікає річка Штявиця

## Населення
| Рік:            | 1994. | 2004.   | 2014.   | 2024.   |
| --------------- | ----- | ------- | ------- | ------- |
| Кількість осіб: | 185   | 195     | 184     | 178     |
| Різниця:        |       | +5,40 % | -5,64 % | -3,26 % |

| Рік:            | 2023. | 2024.   |
| --------------- | ----- | ------- |
| Кількість осіб: | 182   | 178     |
| Різниця:        |       | -2,19 % |